# Liste der Kulturgüter in Güttingen
Die Liste der Kulturgüter in Güttingen enthält alle Objekte in der Gemeinde Güttingen im Kanton Thurgau, die gemäss der Haager Konvention zum Schutz von Kulturgut bei bewaffneten Konflikten, dem Bundesgesetz vom 20. Juni 2014 über den Schutz der Kulturgüter bei bewaffneten Konflikten sowie der Verordnung vom 29. Oktober 2014 über den Schutz der Kulturgüter bei bewaffneten Konflikten unter Schutz stehen.
Objekte der Kategorie A sind im Gemeindegebiet nicht ausgewiesen, Objekte der Kategorie B sind vollständig in der Liste enthalten, Objekte der Kategorie C fehlen zurzeit (Stand: 1. Januar 2023).

## Kulturgüter
| Foto | | Objekt                                                                                        | Kat. | Typ | Standort                           | Beschreibung |
| ---- | --- | --------------------------------------------------------------------------------------------- | ---- | --- | ---------------------------------- | ------------ |
| ja   | Datei hochladen · Wikidata zu Landhaus Moosburg (Q29882983)                                                               | Landhaus Moosburg KGS-Nr.: 05054                                                              | B    | G   | Moosburg 16 740558 / 274194        |              |
| ja   | Datei hochladen · Wikidata zu Paritätische Kirche St. Stephan (Q29882986)                                                 | Paritätische Kirche St. Stephan KGS-Nr.: 05055                                                | B    | G   | Sommeristrasse 8.1 738936 / 274056 |              |
| BW   | Datei hochladen · Wikidata zu Mäuseturm, spätbronzezeitliche Seeufersiedlungen / mittelalterliche Burgstelle (Q134366287) | Mäuseturm, spätbronzezeitliche Seeufersiedlungen / mittelalterliche Burgstelle KGS-Nr.: 06685 | B    | F   | 740300 / 274950                    |              |
| ja   | Datei hochladen · Wikidata zu Katholisches Pfarrhaus (Q29882979)                                                          | Katholisches Pfarrhaus KGS-Nr.: 10984                                                         | B    | G   | Sommeristrasse 8 738894 / 274086   |              |
| ja   | Datei hochladen · Wikidata zu Reformiertes Pfarrhaus (Q29882988)                                                          | Reformiertes Pfarrhaus KGS-Nr.: 13723                                                         | B    | G   | Sommeristrasse 9 738886 / 274033   |              |
| ja   | Datei hochladen · Wikidata zu Landhaus (Q29882980)                                                                        | Landhaus KGS-Nr.: 13724                                                                       | B    | G   | Seeweg 22 740095 / 274791          |              |